# Corynebacterium ulcerans
Corynebacterium ulcerans (ex Gilbert and Stewart 1927) Riegel et al. 1995 è un batterio appartenente alla famiglia Corynenacteriaceae.
Produce una tossina molto simile a quella difterica, ed una tossina non distinguibile da quella di Corynebacterium pseudotuberculosis.
È l'agente eziologico di una forma di mastite bovina e può essere responsabile di infezioni nell'uomo in seguito all'ingestione di latte non opportunamente trattato. Nell'uomo può provocare lesione faringee, o cutanee simili a quelle difteriche classiche.